# Goniographa discussa
Goniographa discussa là một loài bướm đêm thuộc họ Noctuidae. Nó được tìm thấy ở dãy núi Zeravshan và dãy núi Hissar qua miền tây Pamirs tới đông bắc Afghanistan (Badakhshan).
Sải cánh dài 30–35 mm.